# Toskajewo
Toskajewo (ros. Тоскаево) – wieś (sieło) w Rosji, w Czuwaszji, w rejonie jalczickim. W 2010 liczyła 490 mieszkańców.